# 雷尼·奎沃
雷尼·奎沃（英語：Renny Quow，1987年8月25日—），特立尼达和多巴哥男子田径运动员，2009年世界田径锦标赛男子400米铜牌得主、2015年世界田径锦标赛男子4×400米接力银牌得主、2017年世界田径锦标赛男子4×400米接力金牌得主。